# هارولد دبليو. هاندلي
هارولد دبليو. هاندلي (بالإنجليزية: Harold W. Handley)‏ هو سياسي أمريكي، ولد في 27 نوفمبر 1909 في الولايات المتحدة، وتوفي في 30 أغسطس 1972 في نفس البلد. حزبياً، نشط في الحزب الجمهوري. وقد انتخب حاكم إنديانا ‏ (14 يناير 1957 – 9 يناير 1961) وانتخب عضو مجلس ولاية إنديانا وانتخب نائب حاكم إنديانا ‏.